# 大津有一
大津 有一（おおつ ゆういち、1902年3月27日 - 1983年7月1日）は、日本の国文学者。

## 略歴
石川県生まれ。1930年東京帝国大学文学部国文科卒。第七高等学校造士館 (旧制)教授、1949年金沢大学法文学部教授、1957年「伊勢物語古註釈の研究」で東京大学より文学博士の学位を取得。金沢大法文学部長、66年定年退官、名誉教授、皇學館大學教授。『伊勢物語』を専門とした。

## 著書
- 『伊勢物語古註釈の研究』石川国文学会 1954年　八木書店 1986年
- 『伊勢物語の新しい解釈』至文堂 国文注釈新書 1955年

### 校注・共編
- 『伊勢物語』日本古典文学全集 現代語訳 第5巻 河出書房 1954年
- 『伊勢物語 底本は三条西家旧蔵本』築島裕共校注 日本古典文学大系 第9 岩波書店 1957年
- 『日本古典鑑賞講座 第5巻 竹取物語・伊勢物語』三谷栄一共編 角川書店 1958年
- 池田亀鑑『伊勢物語に就きての研究 [第3] 補遺篇・索引篇・図録篇』編 有精堂出版 1961年
- 『伊勢物語』校注 岩波文庫 1964年

## 論文
- 大津有一